# Can't Remember to Forget You
Can't Remember to Forget You is een nummer uit 2014 van de Colombiaanse zangeres Shakira en de Barbadiaanse zangeres Rihanna. Het is de eerste single van Shakira's titelloze tiende studioalbum.
Het nummer in veel landen een grote hit, maar in zowel de Amerikaanse Billboard Hot 100 en de Nederlandse Top 40 haalde het echter een bescheiden 15e positie. In de Vlaamse Ultratop 50 had het met een 9e positie meer succes.